# Barth János Konrád
Barth János Konrád (Lampertheim, 1634. – Sopron, 1692. október) evangélikus lelkész
A strassburgi, a lipcsei és a rostocki egyetemen tanult. 1663-ban — III. Frigyes dán királyhoz írt dicsőítő verse eredményeként — a bécsi dán követség lelkészévé nevezték ki, s itt működött 1665-ig, amikor a soproni evangélikus egyház meghívására a dán király engedélyével Sopronba távozott, s 1865-ben megkezdte itteni lelkészi szolgálatát. Két, nála idősebb lelkésztársa (Sowitsch Kristóf és Lang Mátyás) elismerve irodalmi munkásságát és híres hitvitázó képességét, átengedte neki az első lelkészi állást. Haláláig hűen szolgálta a soproni gyülekezetet, sok viszontagságon keresztül (1674: templomok elvétele, őt és lelkésztársait kismartonba száműzték; 1676-os tűzvész, 1679-es pestisjárvány). Elszenvedte az egyházat sújtó tíz évnyi üldöztetést. Az ő idején tartották Sopronban az 1681. évi országgyűlést, melyen elfogadták a nagy jelentőségű 1681. évi XXV. törvénycikket a vallásszabadságról, melynek értelmében tizenegy északi és nyugati vármegyében két-két kijelölt helyen (artikuláris helyek) templomot építhettek a protestánsok, a protestáns egyház visszakapta (az elvett, és még fel nem szentelt) templomait, a száműzött vagy lemondott prédikátorok is visszatérhettek korábbi szolgálati helyükre. Sopron kiemelt szerepet kapott a szabad vallásgyakorlatra.
A Lackner Kristóf által 1604-ben alapított Soproni Nemes Tudós Társaság működését is felélesztette, amelynek igen nagy számban evangélikus lelkészek is tagjai voltak.
Olajfestményű portréja (ismeretlen festőtől) megtalálható az Evangélikus Országos Levéltárban.

## Munkái
- Der erste Sohn des Joh. Andreas Schubert in Oedenburg. 1666. gestorben. (Halotti prédikáció. Sopronban nyomt.)
- Oedenburgisches Rath-Haus. Pressburg, 1670. (Jeremiás, 29. fejezet 7. verse után mondott beszéd. 2. kiadás. Hely és év n.)
- Wohlberathete Tochter in einer Leichenpredigt zur letzten Ehre der Anna Regina Sovitsinn zu Oedenburg 1680.
- Kaiserliches Band Ihre k. k. Majestät auf dero Namenstag. Regenspurg, 1681.
- Buda recepta labarum Anicianum. Das wieder eroberte Ofen. Uo. 1686. (Beszéd)[6]
- Servus bonus. Der fromme Knecht… in einer Leichenpredigt über Christoph Sovits evang. Prediger in Oedenburg. Uo. 1692.